# سام برودي
سام برودي (بالإنجليزية: Sam Brody)‏ هو مخرج أمريكي، ولد في 1907، وتوفي في 1987.